# Mártires de Songkhon
Los Mártires de Songkhon (tailandés: ม รณ สักขี แห่ง สอง สอง คอน) (también llamados como los Siete Mártires de Tailandia) son siete católicos tailandeses ejecutados en la aldea Songkhon en el subdistrito de Pong Kham, distrito de Wan Yai, provincia de Mukdahan, al noreste de Tailandia, en diciembre de 1940 por las fuerzas policiales locales. Los asesinatos ocurrieron durante la guerra franco-tailandesa y la policía creyó falsamente que estaban espiando para proporcionar información a los franceses. Las víctimas fueron beatificadas por el papa Juan Pablo II en Roma el 22 de octubre de 1989.
Los nombres de los mártires son:
- Beato Felipe Sifón Onphitak, catequista, 33 años.

- Beata Hermana Agnes Phila, de 31 años, pertenecía a la Congregación de los Amantes de la Santa Cruz.
- Beata Hermana Lucía Khambang, de 23 años, pertenecía a la Congregación de los Amantes de la Santa Cruz.

- Beata Agatha Phutta, cocinera de 59 años.

- Beata Cecilia Butsi, de 16 años.

- Beata Bibiana Khampai, 15 años.

- Beata María Phon, 14 años.

## Martirio
En el año 1940 estalló la guerra franco-tailandesa, con la cual el gobierno de Bangkok se propuso recuperar los territorios cedidos entre fines del siglo XIX y principios del siglo XX a los colonialistas de la Indochina francesa. Comenzó un período de persecución para la pequeña comunidad cristiana tailandesa, acusada de profesar la religión de los enemigos europeos.
En Songkhon, en el río Mekong, había una misión dirigida por el sacerdote francés Paul Figuet, de la Sociedad de Misiones Extranjeras de París, que fue expulsado del país el 29 de noviembre de 1940. La comunidad cristiana local se mantuvo fiel a su religión y continuó viviendo bajo la guía del catequista Filippo Siphong Onphitak y de las monjas Agnese Phila y Lucía Khambang, de la congregación de los Amantes de la Santa Cruz, profesores de la escuela de la misión. Pero la persecución fue intensificándose, las imagen sagrada fueron profanadas y algunas hermanas de la comunidad violadas. Es cuando Siphong, decide escribir una carta en la que denunciaba estos hechos al sheriff de Mukdahan. Pero la carta cayó en manos de la policía local. Para acabar con la situación y obligar a los aldeanos a retractarse del cristianismo, la policía escribió una carta falsa que entregaron a Philip Siphong Onphitak y firmándola en nombre del sheriff de Mukdahan, pidiendo que se presentase en la jefatura policial de Mukdahan: cuando llegó al lugar indicado el 16 de diciembre de 1940, los dos policías que lo escoltaban le dispararon en el río Tum Nok y ordenaron a los lugareños que escondieran su cuerpo. Se convirtió así en el primer católico de origen tailandés en ser martirizado.
La noticia de la muerte de Philip no hizo que los cristianos de Songkhon abandonaran su religión como habían esperado los policías. El 26 de diciembre de ese mismo año, la hermana Agnese y la hermana Lucía, Agatha Phutta, cocinera de la misión, y las tres jóvenes Ceclia Butsi, Bibiana Khamphai y María Phon fueron llevadas al cementerio de la ciudad y fusiladas.

## Carta de la hermana Agnes Phila a la policía antes de la ejecución
Al jefe de la policía de Songkhon:
Ayer por la tarde recibiste tu orden de borrar, definitivamente, el Nombre de Dios, el único Señor de nuestras vidas y mentes. Lo adoramos solamente a él, señor. Unos días antes, nos habías mencionado que no borrarías el Nombre de Dios y eso nos complació de tal manera que nos quitamos nuestros hábitos religiosos que mostraban que éramos sus siervas. Pero hoy no es así. Profesamos que la religión de Cristo es la única religión verdadera. Por lo tanto, nos gustaría dar nuestra respuesta a su pregunta, formulada ayer por la noche, que no tuvimos la oportunidad de responder porque no estábamos preparadas para ello. Ahora nos gustaría darle nuestra respuesta. Le pedimos que lleve a cabo su sentencia con nosotras. Por favor, no se demore más. Por favor, realice su sentencia. Ábrenos la puerta del cielo para que podamos confirmar que fuera de la Religión de Cristo, nadie puede ir al cielo. Por favor hágalo. Estamos bien preparadas. Cuando nos vayamos le recordaremos. Por favor, ten piedad de nuestras almas. Te estaremos agradecidos y te lo agradeceremos. Y en el último día nos veremos cara a cara.

Espera y verás, por favor. Guardamos tus mandamientos, oh Dios, deseamos ser testigos de ti, querido Dios. Somos: Inés, Lucía, Phuttha, Budsi, Buakhai, Suwan. Nos gustaría traer al pequeño Phuma con nosotros porque la queremos mucho. Ya hemos tomado una decisión, querido señor.